# Krompol
Krompol is een bestuurslaag in het regentschap Ngawi van de provincie Oost-Java, Indonesië. Krompol telt 2620 inwoners (volkstelling 2010).